# Biserica reformată din Fughiu
Biserica reformată din Fughiu este un monument istoric aflat pe teritoriul satului Fughiu; comuna Oșorhei. În Repertoriul Arheologic Național, monumentul apare cu codul 30327.03.

## Localitatea
Fughiu (maghiară Fugyi) este un sat în comuna Oșorhei din județul Bihor, Crișana, România. Menționat pentru prima oară în 1236, cu numele Fudy.

## Biserica
Biserica, din secolul al XIII-lea, a fost construită inițial fără turn, care a fost adăugat probabil la sfârșitul secolului al XVIII-lea. În secolul al XV-lea, naosul a fost extins spre vest și a fost construit un nou sanctuar. Biserica și curtea au ars în 1819, iar unele din documentele bisericii au fost și ele distruse. Laturile de sud și nord ale navei sunt susținute de două contraforturi, iar sanctuarul de patru. Nava este acoperită de un tavan plat, iar sanctuarul este mai lat decât nava.
La numărul 245 se află clădirea parohiei reformate. Clădirea, de formă dreptunghiulară, a fost construită în stil eclectic.

## Imagini din exterior

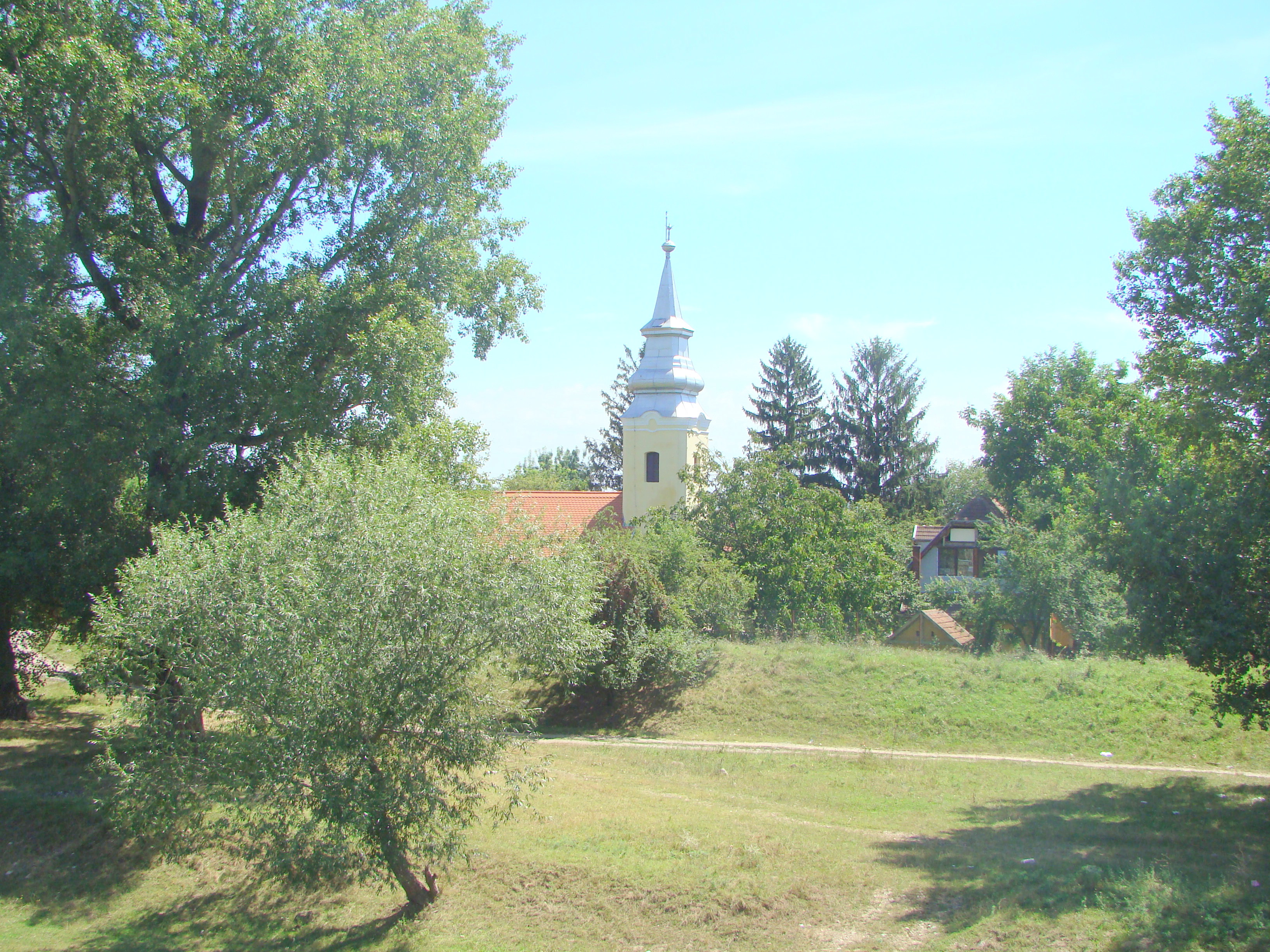
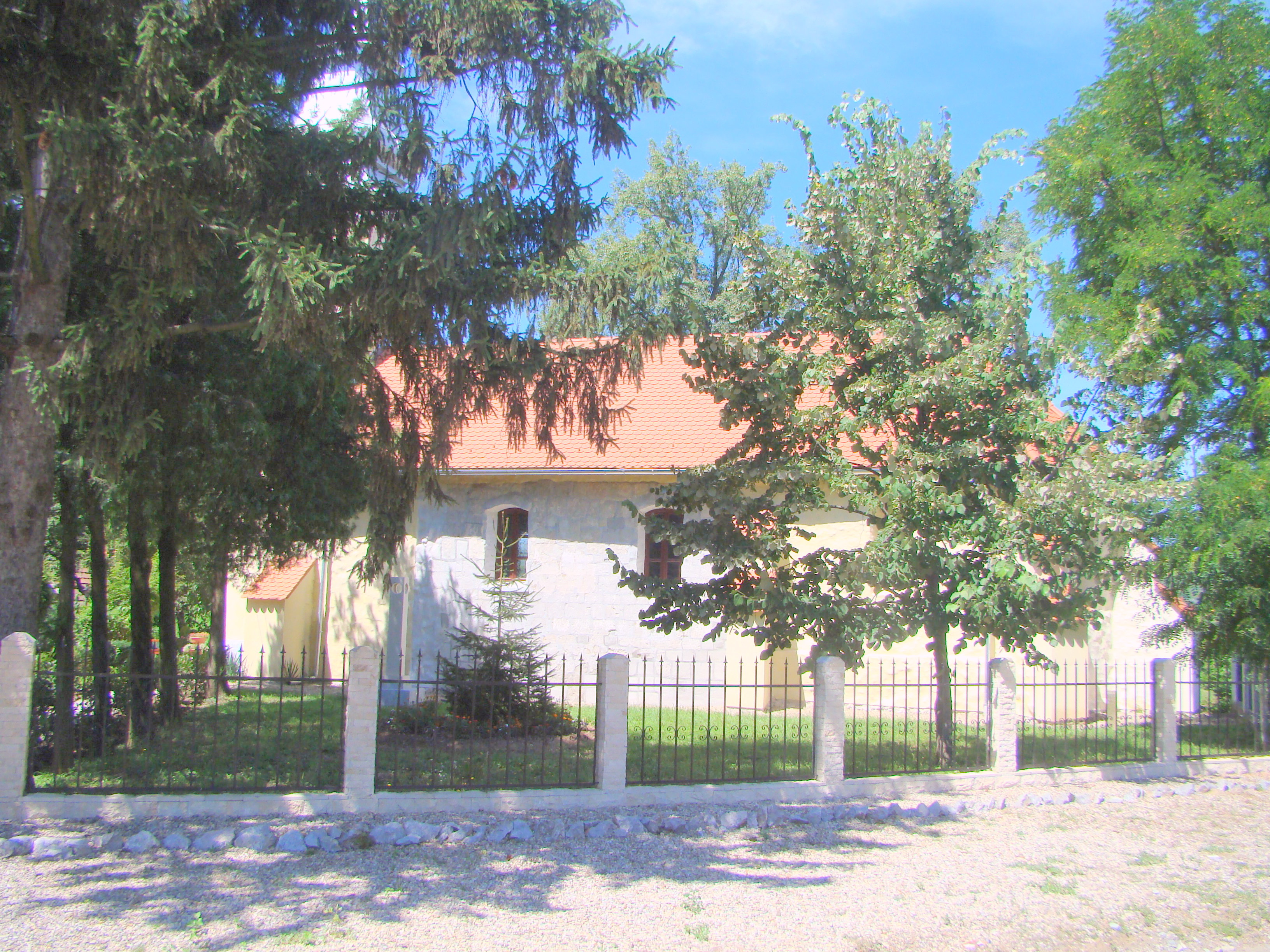
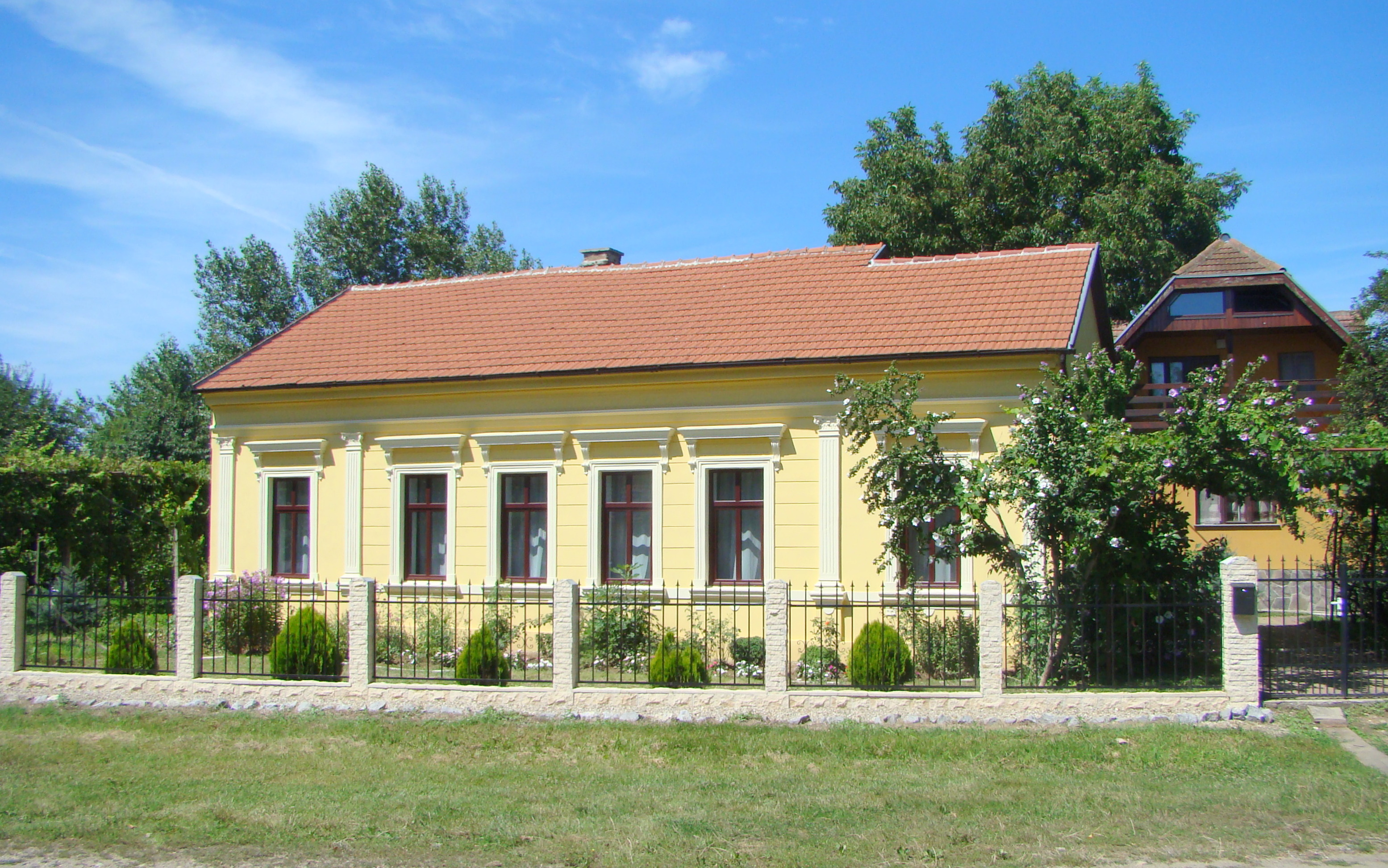
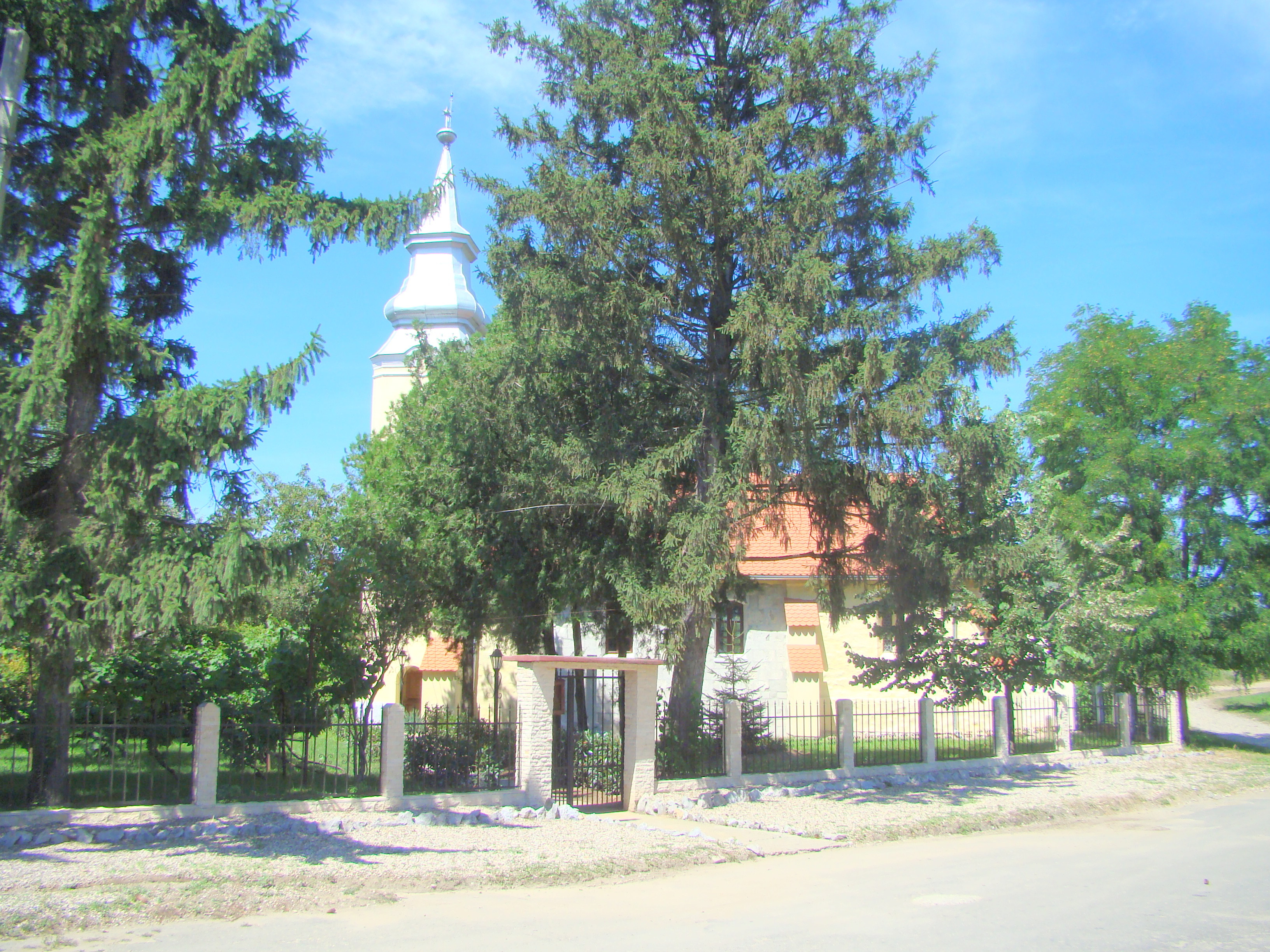
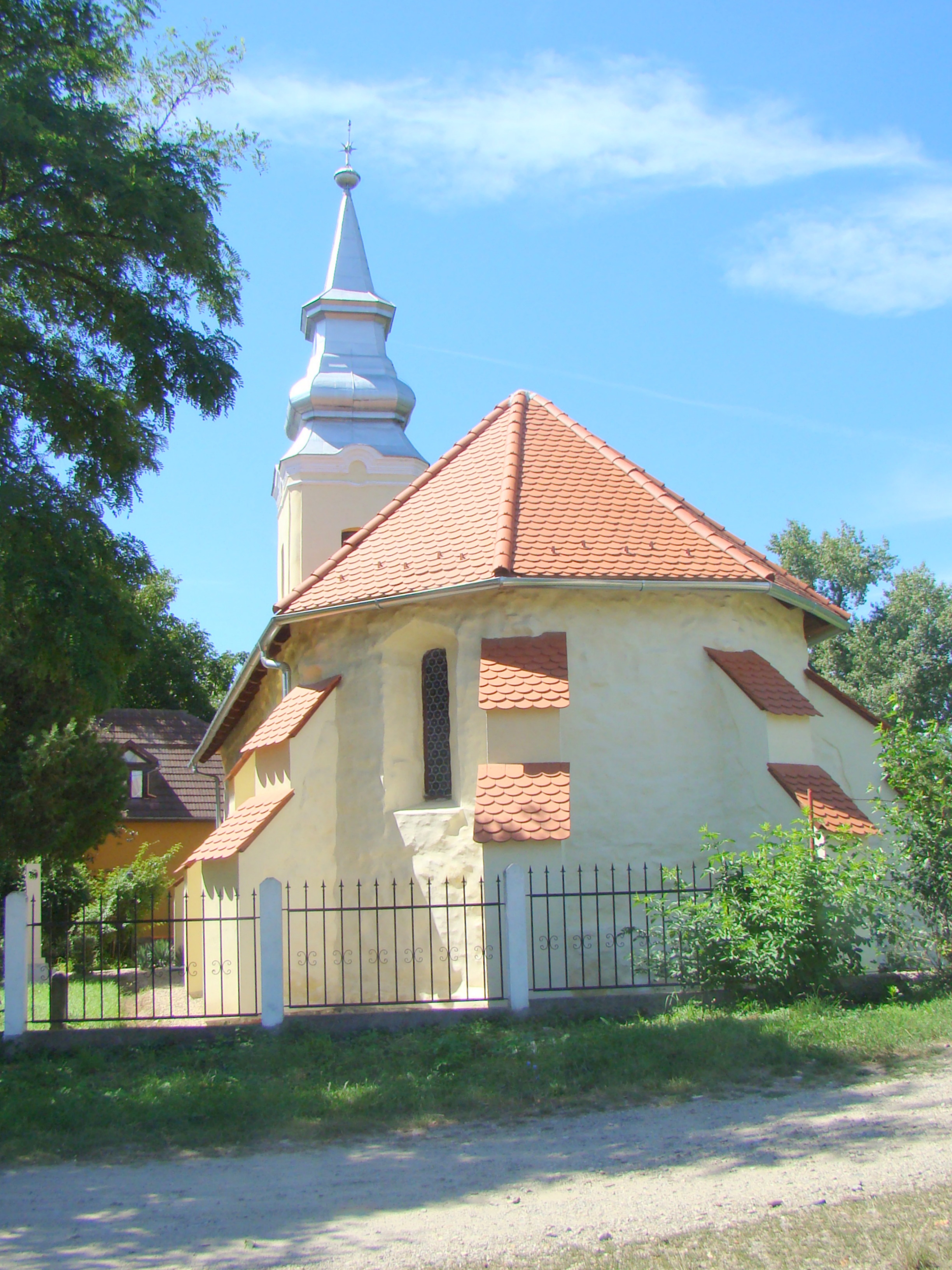
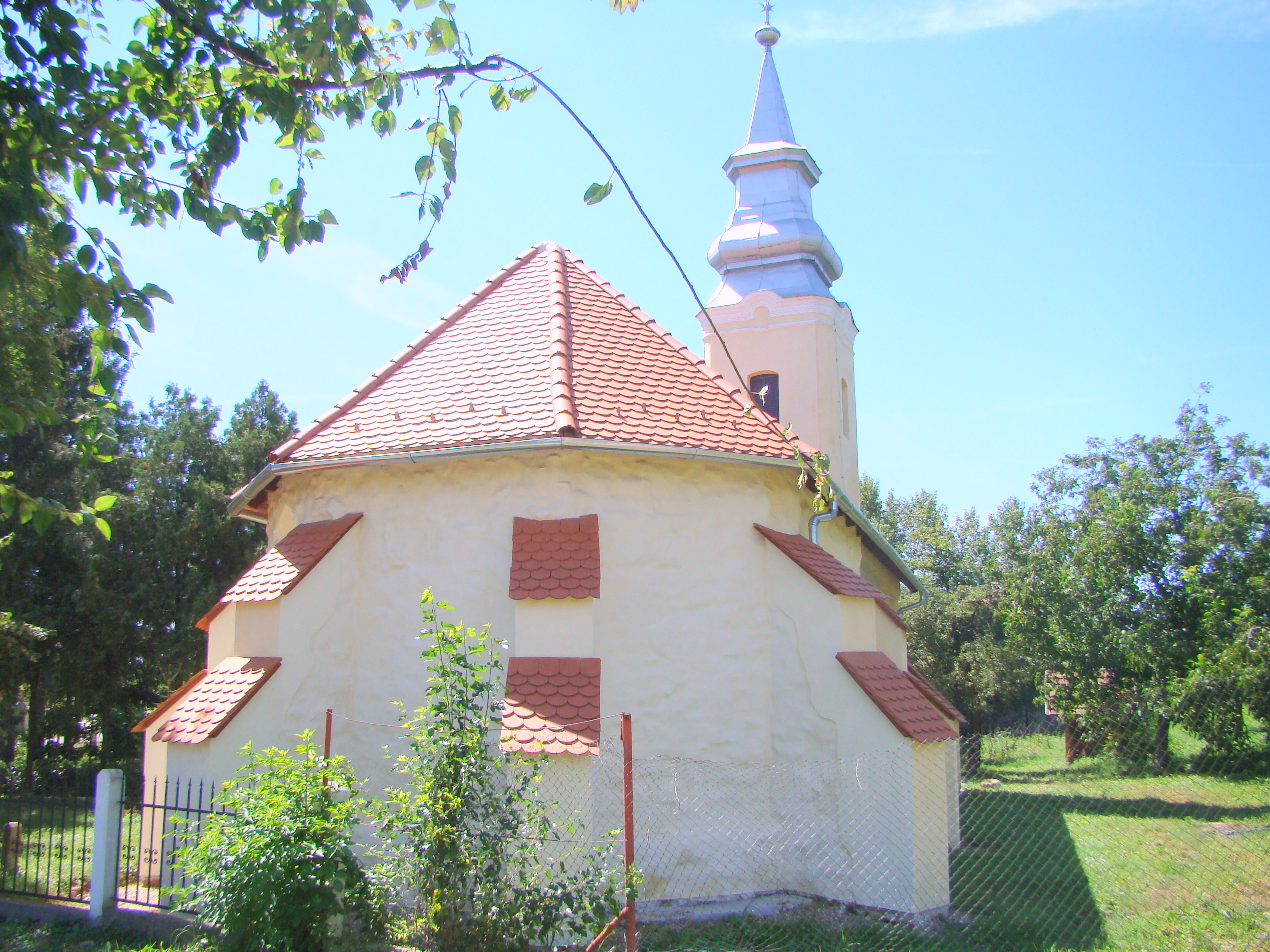
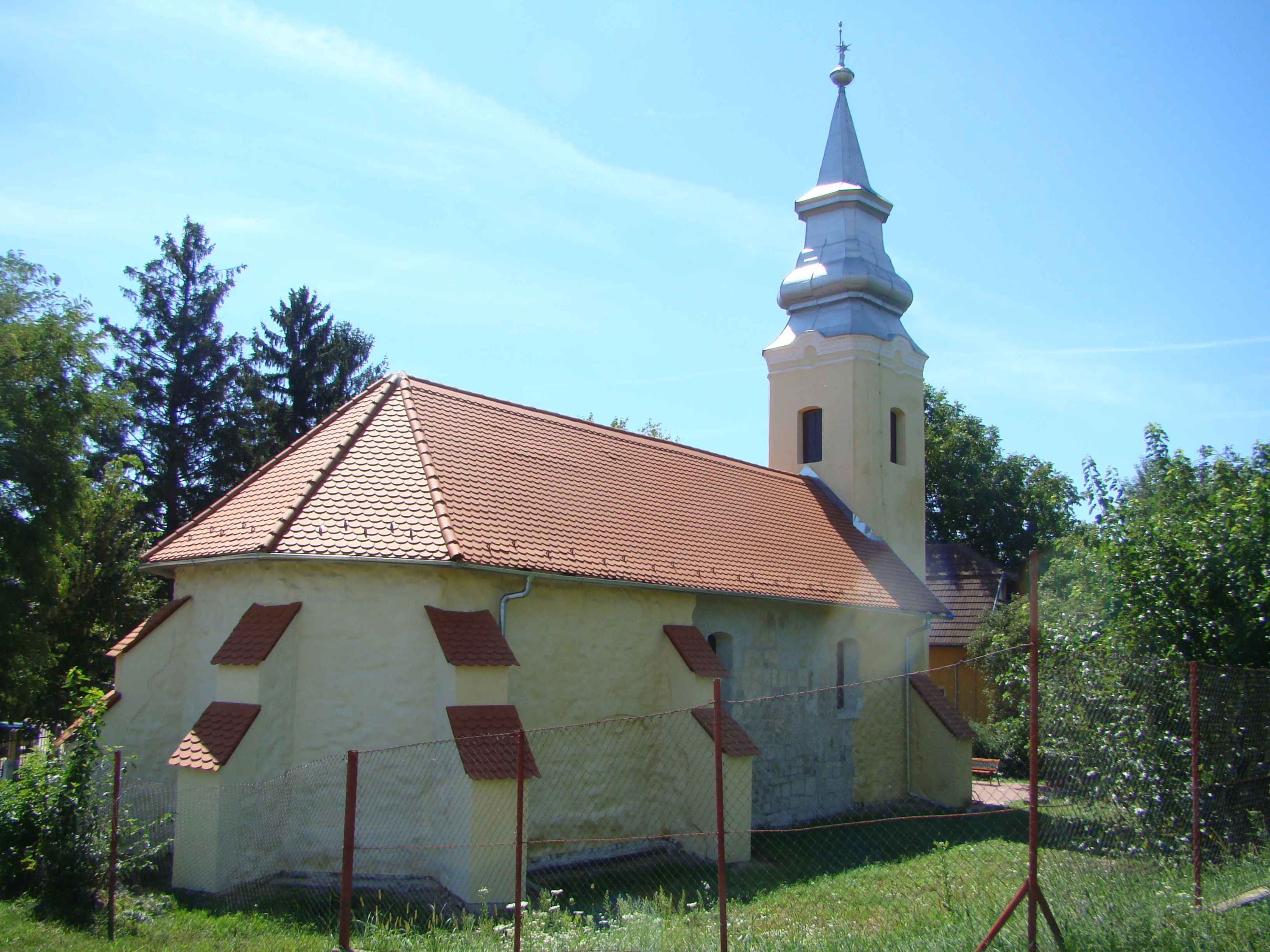
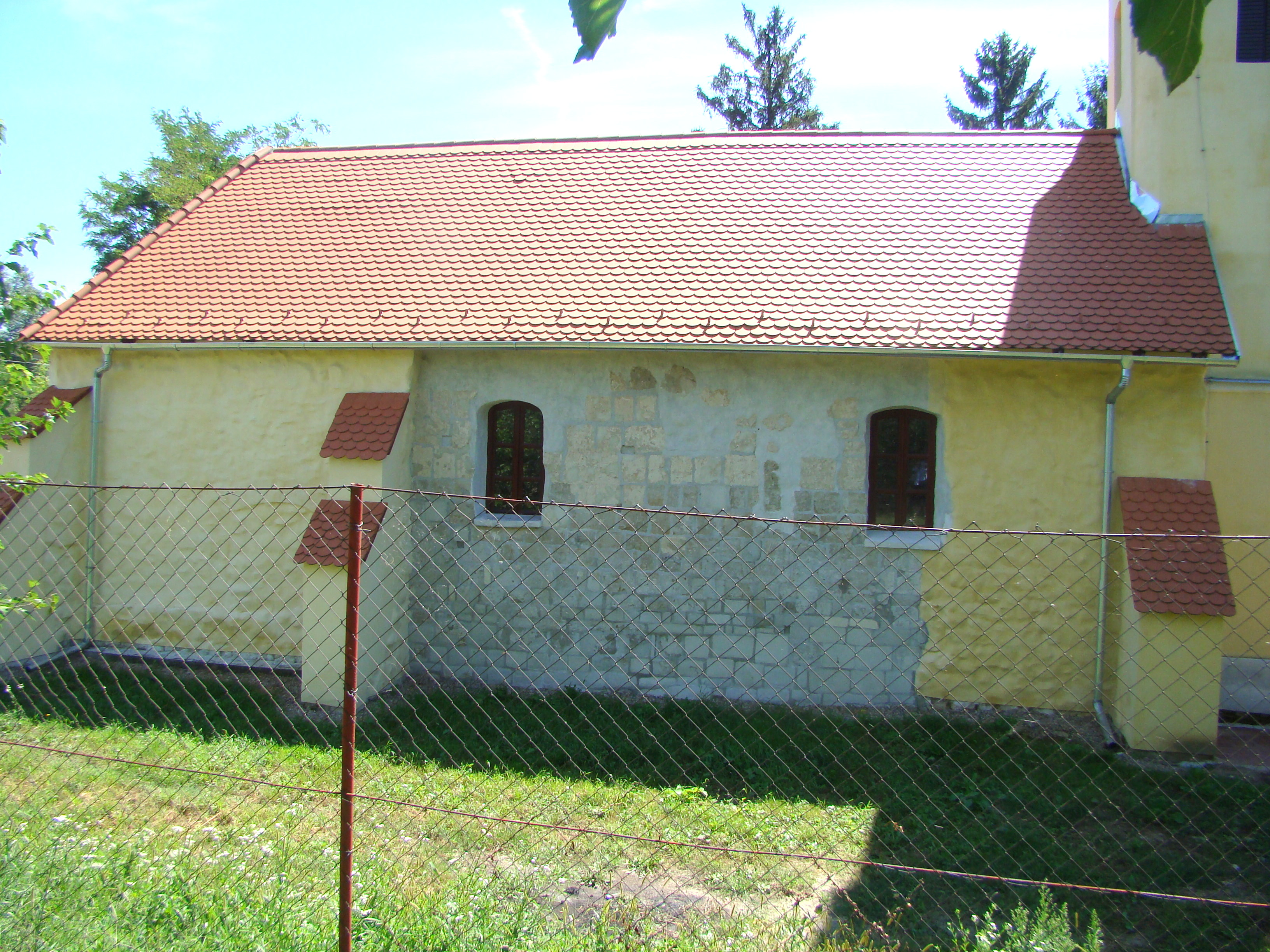
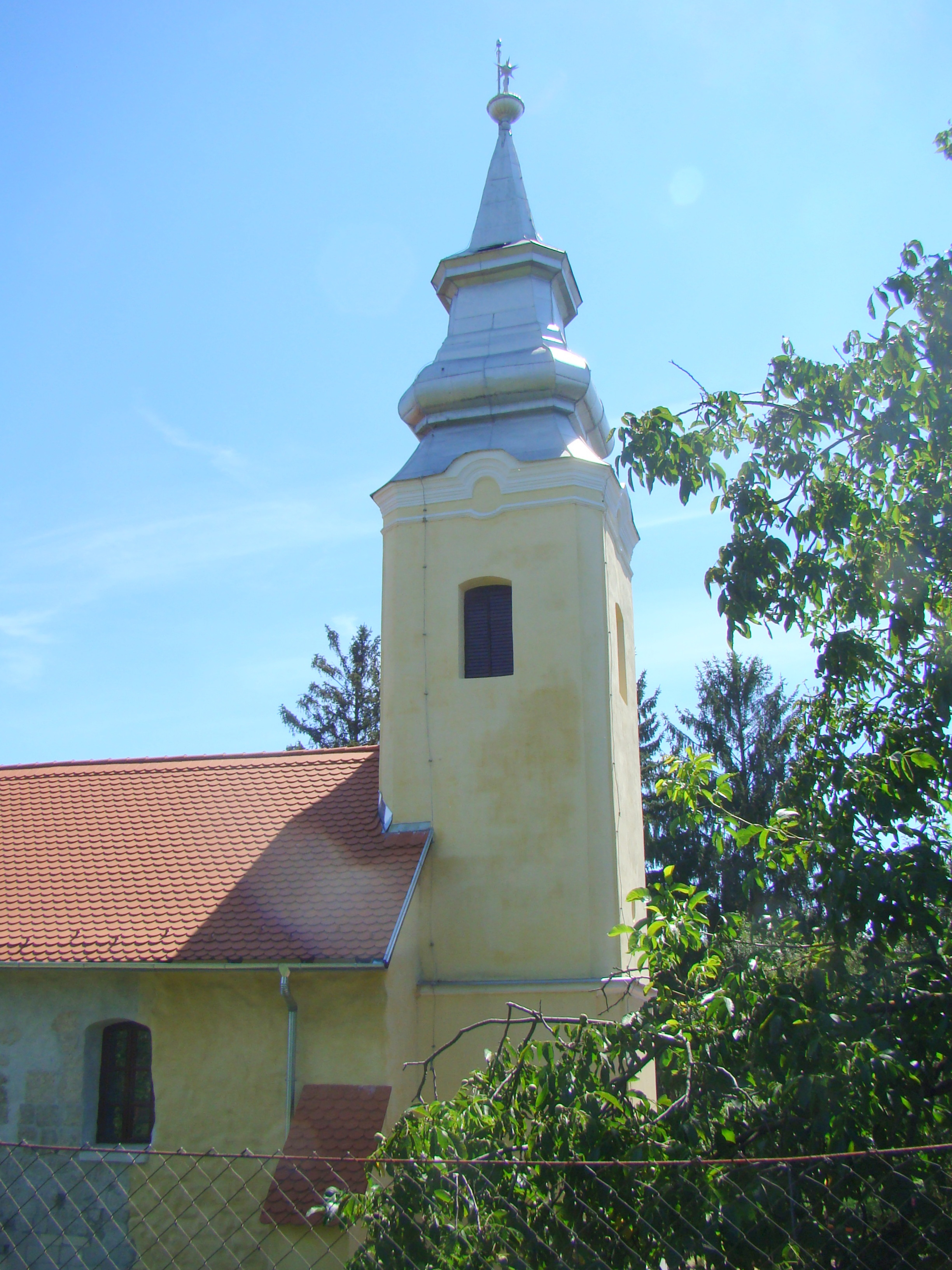
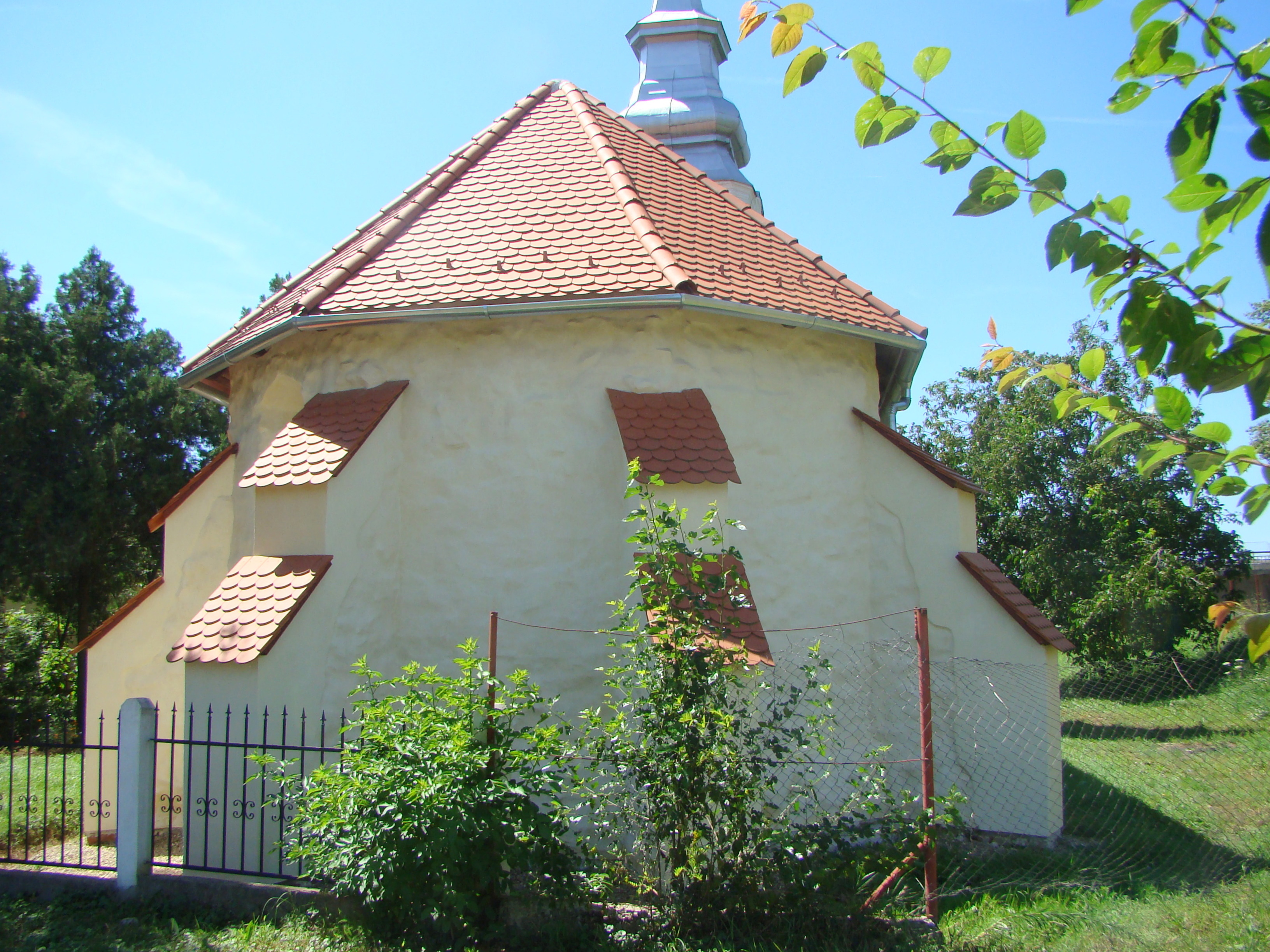
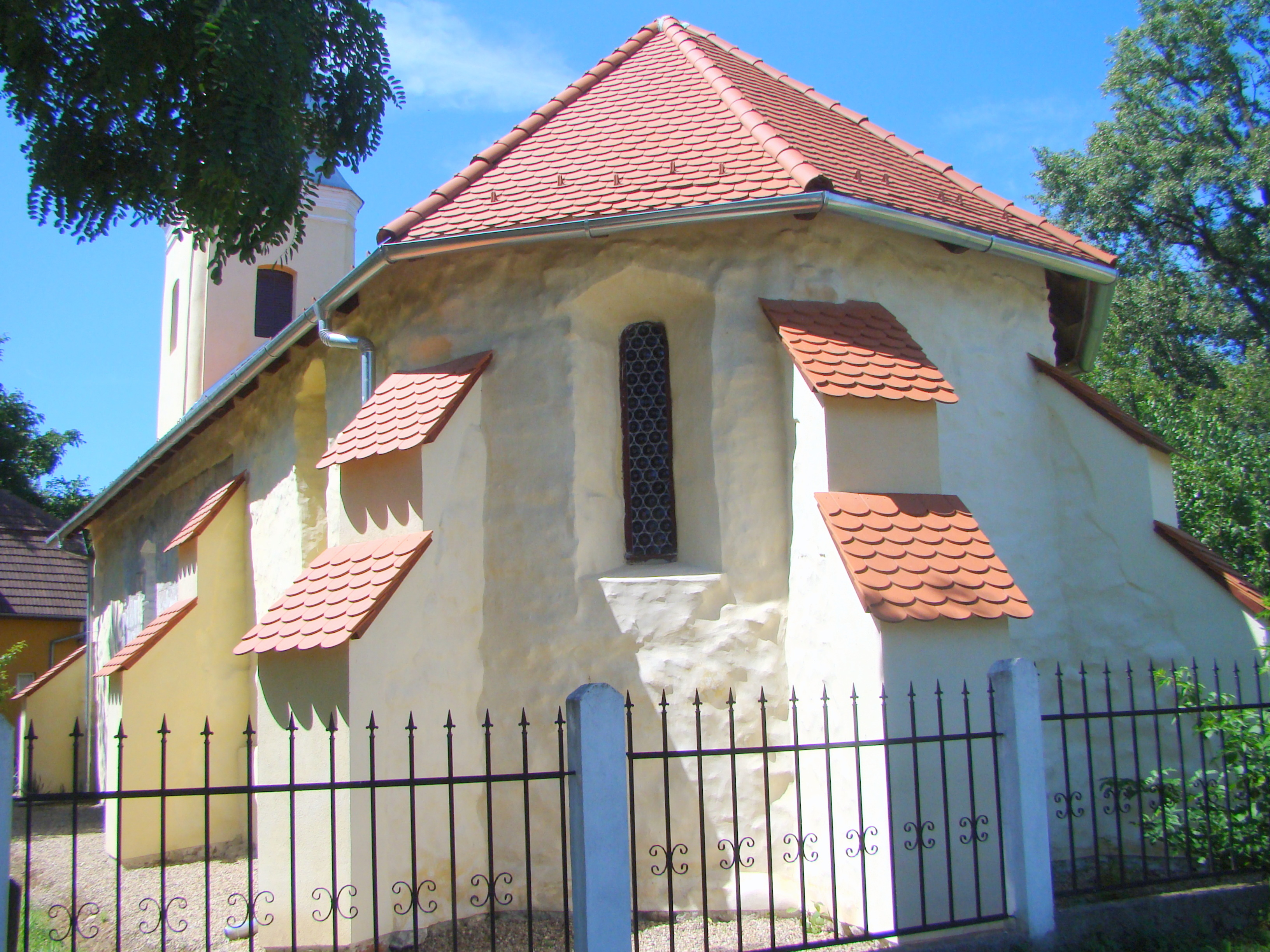
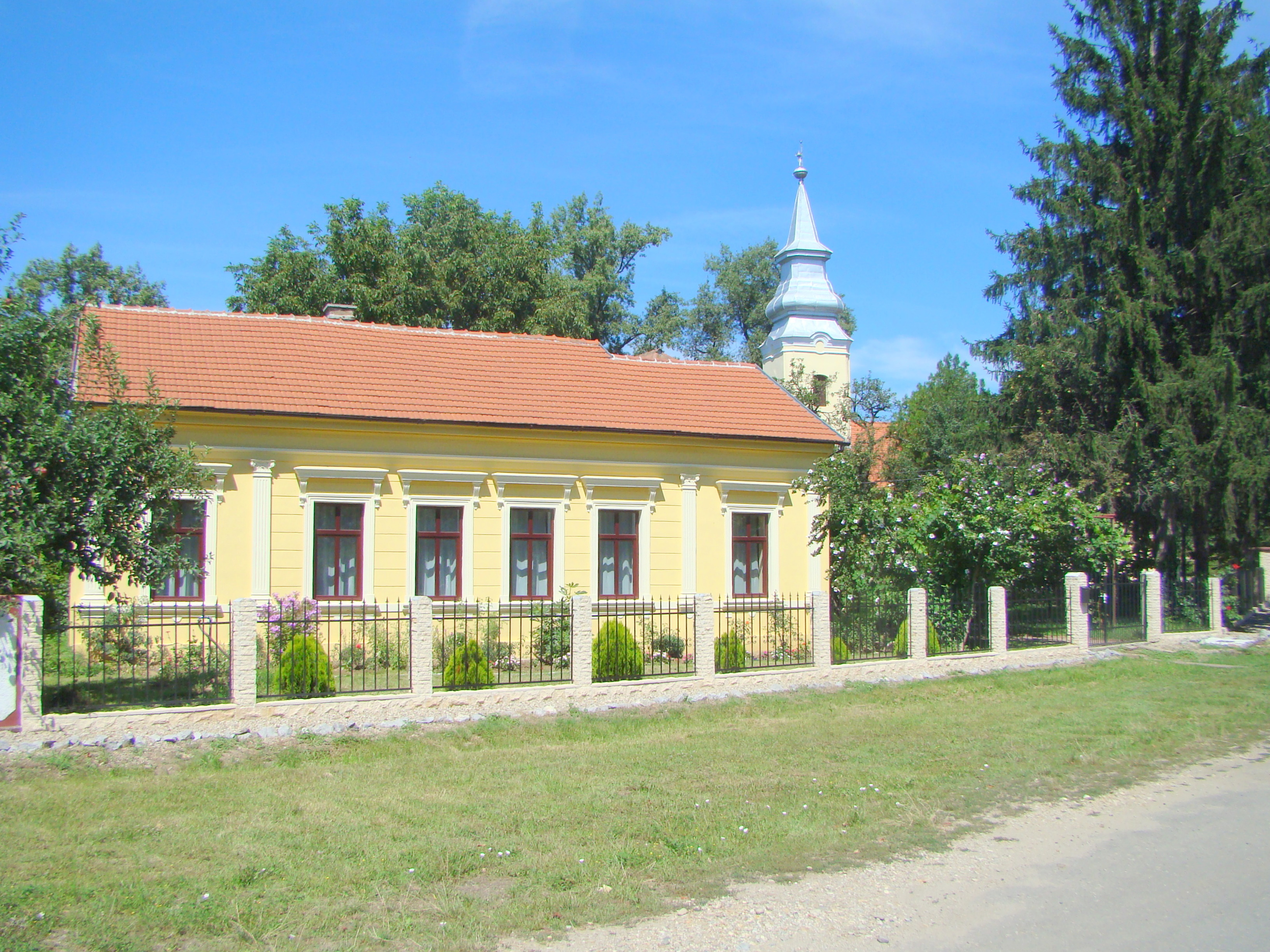
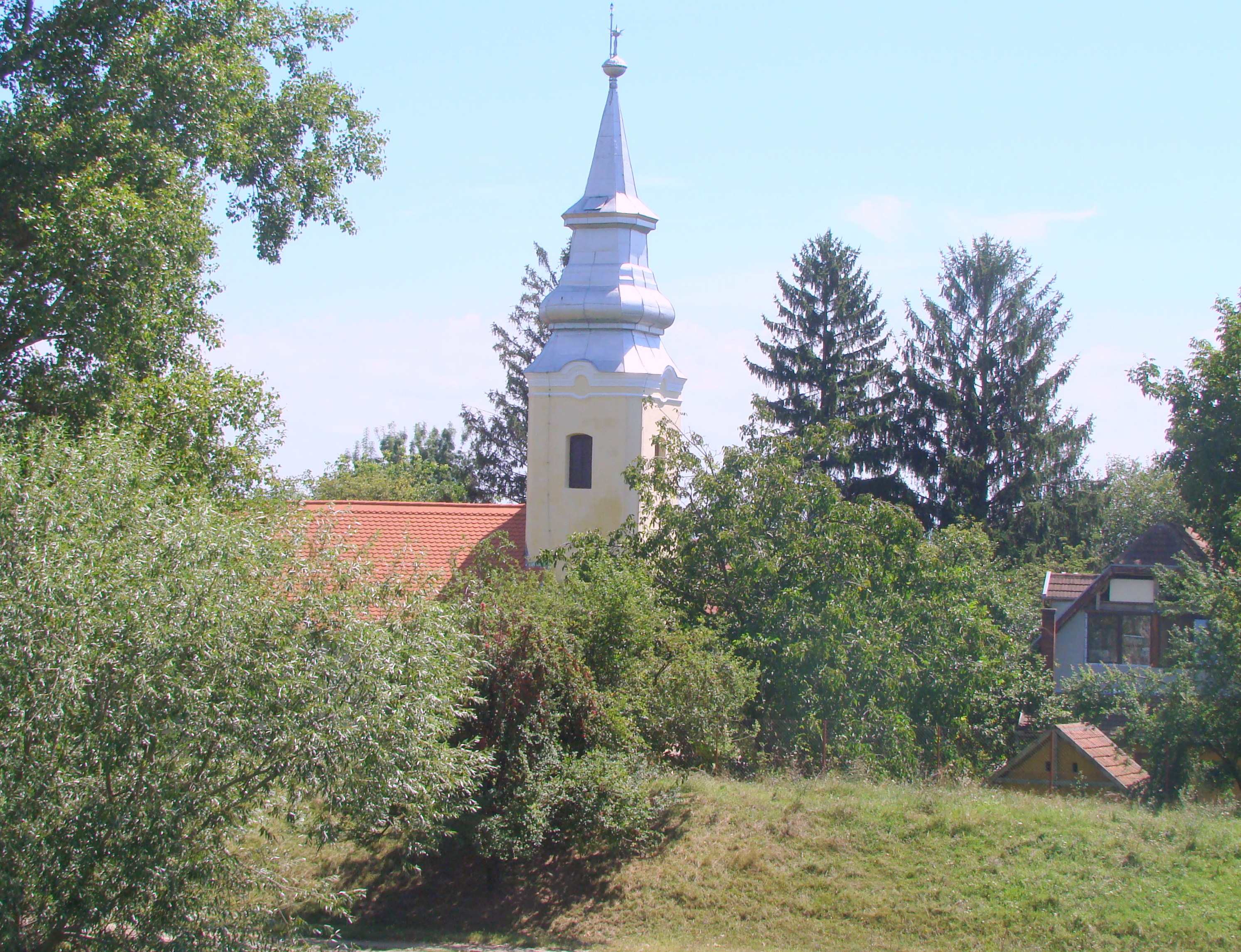

## Vezi și
- Fughiu, Bihor